# Antirhea hexasperma
Antirhea hexasperma är en måreväxtart som först beskrevs av William Roxburgh, och fick sitt nu gällande namn av Elmer Drew Merrill. Antirhea hexasperma ingår i släktet Antirhea och familjen måreväxter. Inga underarter finns listade i Catalogue of Life.